# Fighting Force
Fighting Force (conhecido no japão como Metal Fist) é um jogo eletrônico em 3D de beat 'em up, desenvolvido pela Core Design e publicado pela Eidos Interactive. Foi lançado para PlayStation, Microsoft Windows e Nintendo 64. Anunciado logo após a Core se tornar uma desenvolvedora de sucesso através do sucesso comercial e crítico de Tomb Raider, o Fighting Force era altamente esperado, mas recebeu críticas mistas.

## Enredo
Os quatro personagens têm várias razões para enfrentar o Dr. Dex Zeng, um mentor criminoso com um exército sob seu comando, que previu que o mundo terminaria em 2000. Após a véspera de Ano Novo de 1999, o Dr. Zeng acreditava que havia um erro. impedindo o apocalipse, então decide corrigi-lo, destruindo o próprio mundo. A ação começa com um cordão policial em torno dos arranha-céus do escritório de Zeng, movendo-se para locais como shopping, metrô e base da Guarda costeira antes de finalmente terminar no topo da sede da ilha de Zeng.

## Desenvolvimento
A Core Design colaborou com dez codificadores da EA Japan na criação do jogo.
O enredo e o design dos personagens foram feitos por Marc Silvestri. O personagem do Dr. Zeng foi inspirado em Heaven's Gate.
Originalmente, a Core Design lançou o jogo para a Sega como um possível quarto jogo da série Streets of Rage da Sega. A Sega recusou; segundo a Core, a Sega explicou que tinha seus próprios planos para continuar a série. A Core optou por continuar com o jogo como um título independente e multiplataforma; e começou a trabalhar nele. Além das versões PlayStation, Windows e Nintendo 64, uma versão Sega Saturn foi desenvolvida e, eventualmente, concluída. Depois que a Eidos decidiu não publicar esta versão, a Sega Europe garantiu os direitos de publicação e anunciou uma data de lançamento na Europa em novembro de 1997. No entanto, foi cancelado. Um protótipo inicial, com designs de personagens mais antigos, vazou em novembro de 2008.

## Recepção
- Official PlayStation Magazine - 3/5;[7]
- Electronic Gaming Monthly - 7.6/10;[7]
- IGN - 5.5/10;[7]
- GameSpot - 5.3/10.[7]